# Lalande (Yonne)
Lalande település Franciaországban, Yonne megyében. Lakosainak száma 133 fő (2022. január 1.). Lalande Moulins-sur-Ouanne, Fontaines, Fontenoy, Leugny és Levis községekkel határos.

## Népesség
A település népességének változása:
| Lakosok száma | 133  | 136  | 140  | 136  | 136  | 137  | 136  | 134  | 133  |
|               | 2013 | 2015 | 2016 | 2017 | 2018 | 2019 | 2020 | 2021 | 2022 |